# Kaple svatého Metoděje (Hodonín)
Kaple svatého Metoděje je novogotická sakrální stavba v areálu městského hřbitova v Hodoníně. Je památkově chráněna a slouží bohoslužbám Pravoslavné církevní obce v Hodoníně.
Pravidelné bohoslužby jsou zde konány každou třetí neděli měsíce.

## Historie
V roce 1899 byl v Hodoníně zřízen nový městský hřbitov, který nahradil dosavadní pohřebiště, rozkládající se kolem kostela sv. Vavřince. V areálu hřbitova byla postavena kaple v novogotickém stylu. V závěru 20. století začaly být v kapli slouženy pravoslavné bohoslužby, které původně zajišťoval slovenský kněz, dojíždějící z nedalekého Holíče. V roce 2005 byla v Hodoníně zřízena samostatná církevní obec. V roce 2018 byl do kaple instalován starší gotizující ikonostas, který byl původně používán v církevní obci ve Znojmě. 

## Architektura
Kaple je malá cihlová sakrální stavba pravoúhlého půdorysu s pětibokým závěrem presbytáře.

## Galerie

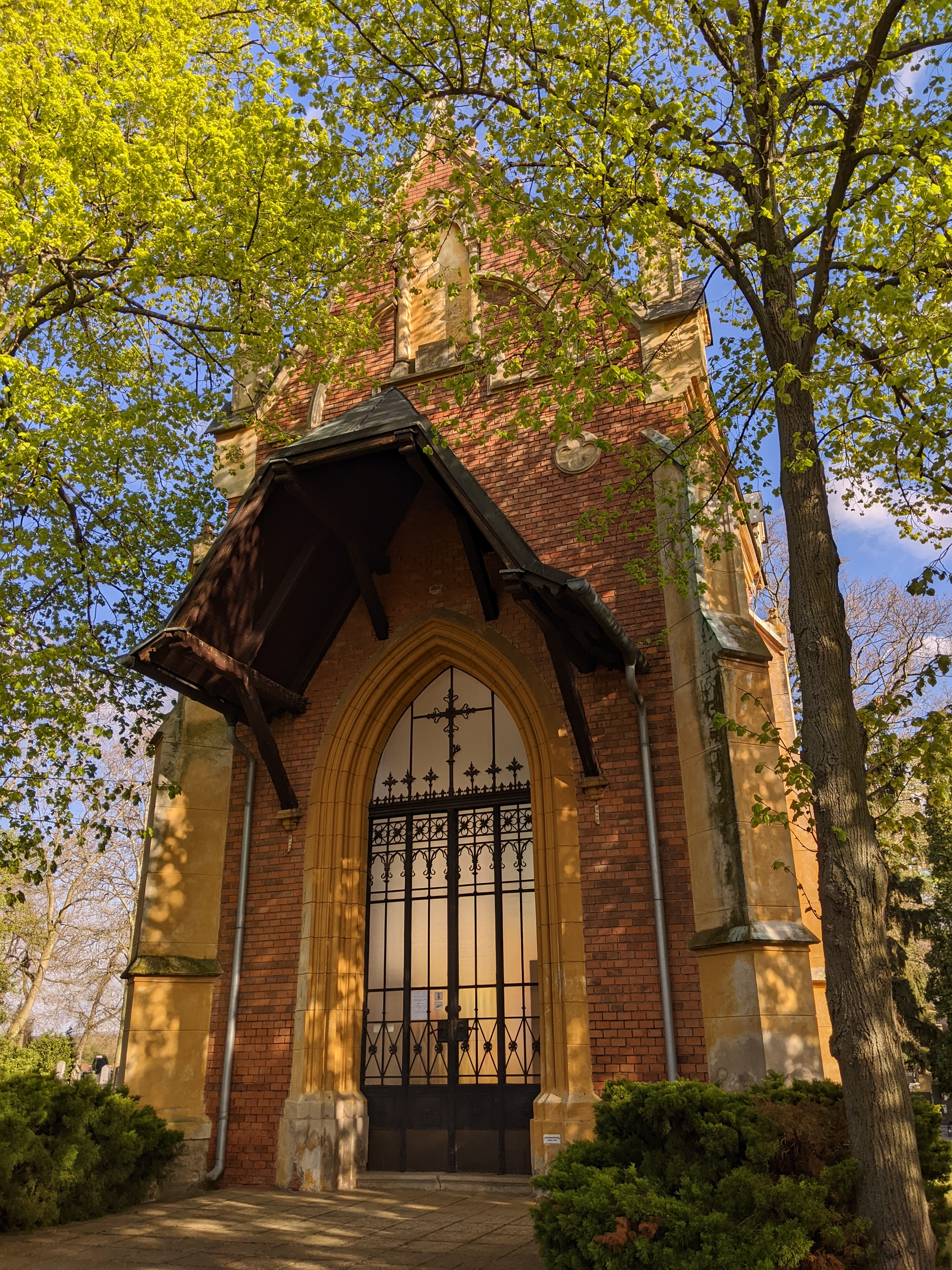
Vchod
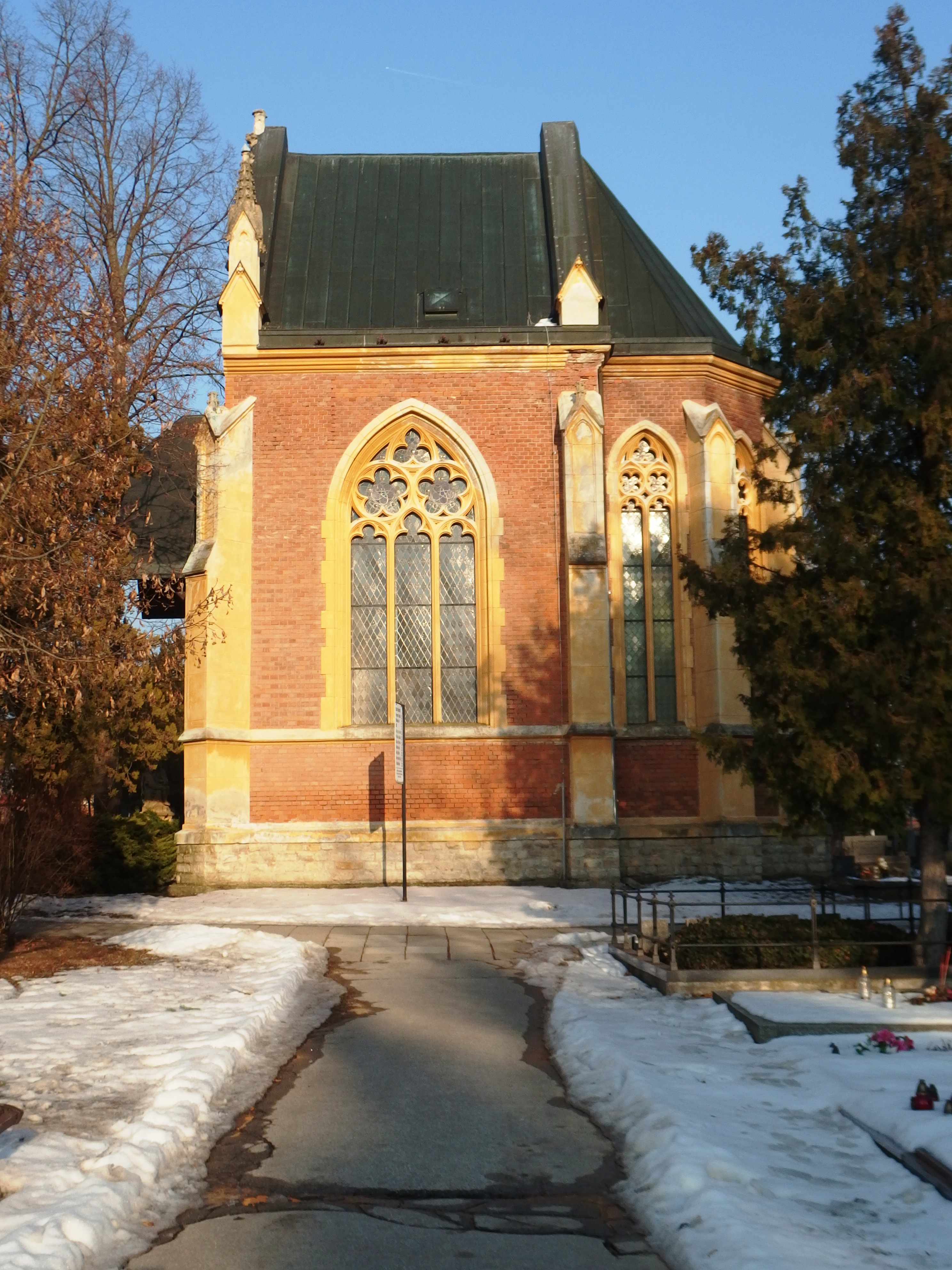
Kaple z boku
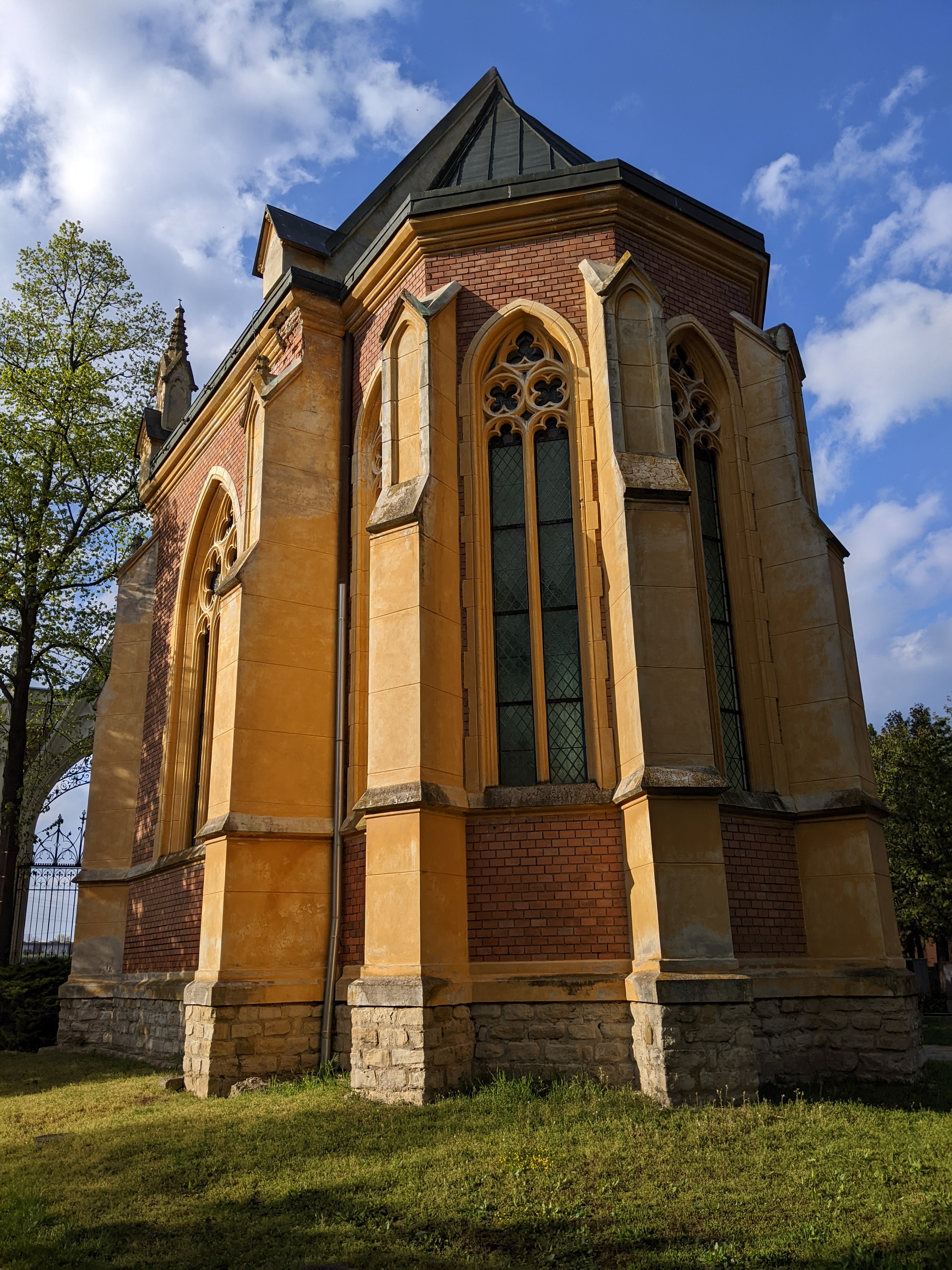
Pohled zezadu
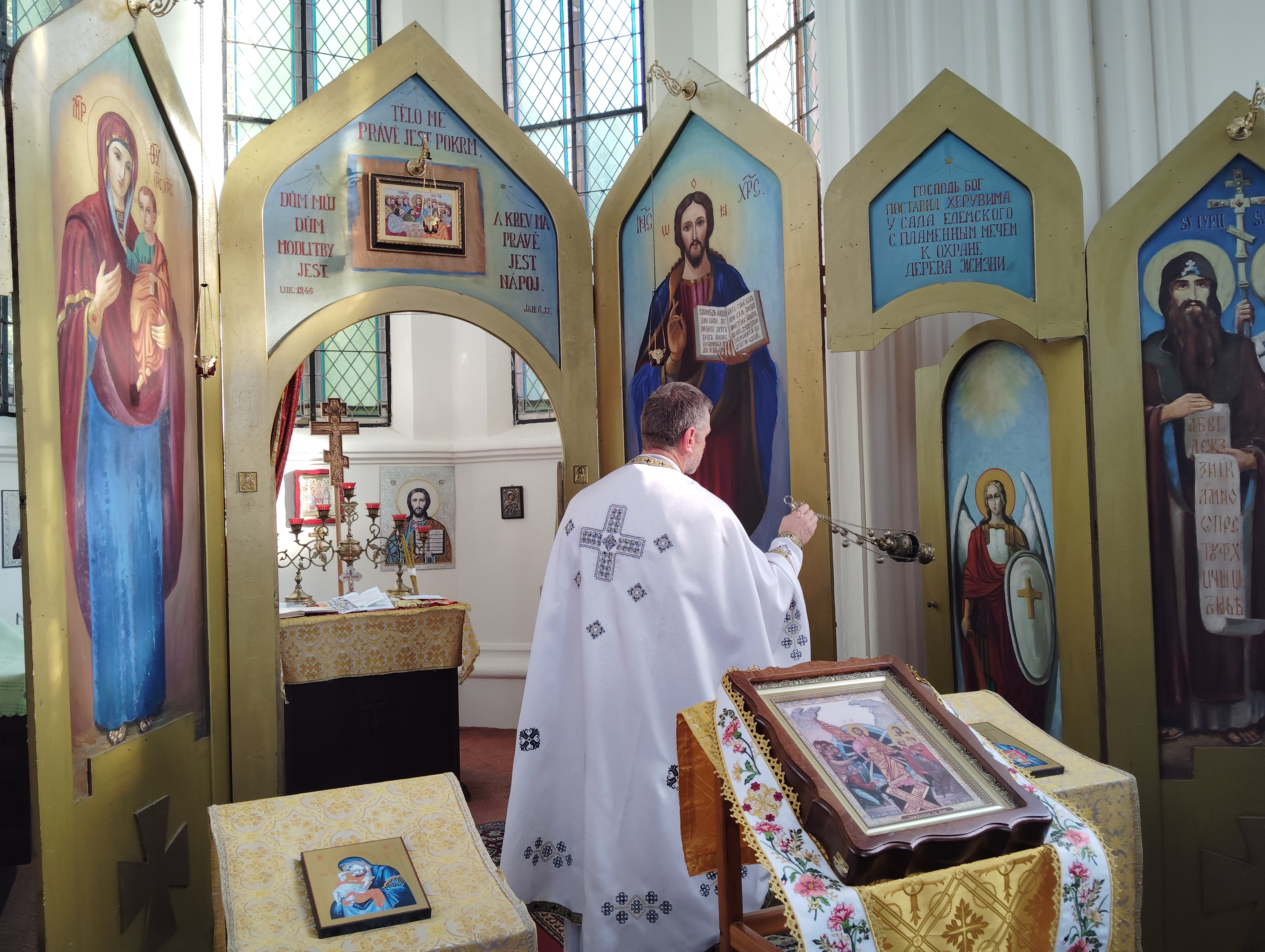
Ikonostas